# Frans Jacobs (politicus)

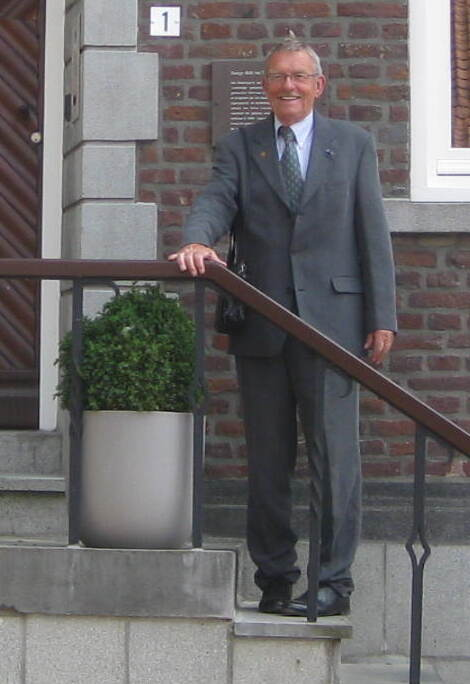
Frans Jacobs voor het voormalig gemeentehuis in Kessel in 2016

F.A.W. (Frans) Jacobs (Sittard, 10 januari 1939 – Oirschot, 22 juli 2024) was een Nederlands politicus van de KVP en later het CDA.
Jacobs werd geboren in Sittard, maar groeide op in Hilversum. Hij was hoofdinspecteur bij de politie in Breda voor hij in september 1974 benoemd werd tot burgemeester van de gemeenten Kessel en Neer. In april 1985 volgde zijn benoeming tot burgemeester van Hulst en vanaf augustus 1990 was Jacobs de burgemeester van Veldhoven. In oktober 2001 ging hij daar vervroegd met pensioen.